# Campeonato de España de Ciclismo en Ruta 1902
El II Campeonato de España de Ciclismo en Ruta se disputó en Barcelona el 25 de mayo de 1902 sobre un recorrido de 100 kilómetros. En esa época, el Campeonato de España no tenía este nombre como tal sino que era conocido como el Gran Premio de la Unión.  
El ganador de la prueba fue Tomás Penalva, que se impuso en solitario en la línea de llegada. Salvador Seguí y el tándem formado por José Manuel Pekín y Miguel Bayona completaron el podio.

## Clasificación final
| Pos. | Ciclista                                 | Equipo | Tiempo      |
| ---- | ---------------------------------------- | ------ | ----------- |
| 1.   | Tomás Penalva                            | -      | 3h 42'30"   |
| 2.   | Salvador Seguí                           | -      | a 17'00"    |
| 3.   | José Manuel Pekín Miguel Bayona (tándem) | -      | a 17'20"    |
| 4.   | Francisco Abadal                         | -      | a 21'25"    |
| 5.   | Álvaro Batanero                          | -      | a 27'30"    |
| 6.   | Rafael Escoda                            | -      | a 43'00"    |
| 7.   | Ramón Burgada                            | -      | a 49'15"    |
| 8.   | Emilio Marcel                            | -      | a 51'15"    |
| 9.   | Amadeo Juncosa                           | -      | a 1h 01'15" |
| 10.  | Ramón Prat                               | -      | a 1h 11'30" |